# 교통박물관-리도 부두
교통박물관-리도 부두(독일어: Verkehrshaus-Lido)는 스위스 루체른주 루체른에 있는 부두이다. 이 부두는 루체른의 주요 부분에서 만을 건너 루체른 호수에 위치해 있다. 이 부두는 루체른호 해운에서 서비스를 제공한다. 항구는 스위스 교통박물관에 인접해 있다. 박물관 반대편에 있는 루체른 교통박물관역에서 철도 연결이 가능하다.(Lido는 야외수영장)

## 운행편
2020년 12월 시간표 변경에 따라 다음 서비스가 교통박물관-리도에서 정선한다.
- 루체른호 해운 :
  - 루체른 역부두와 브루넨 간 매시간 운행 ; 일부 선박은 브루넨에서 플뤼엘렌까지 계속 운항.
  - 하절기에는 루체른 역부두와 알프나흐슈타트 사이를 하루 5회 왕복.
  - 하절기에는 루체른 역부두와 퀴스나흐트 암 리기 사이를 하루 3회 왕복.
  - 하절기에는 루체른 역부두와 메겐호른 사이를 하루 3회 왕복.